# Corporación Minera de Bolivia
La Corporación Minera de Bolivia (COMIBOL), es una empresa encargada de administrar la cadena productiva de la minería estatal en Bolivia.

## Historia
Fue creada por Decreto Supremo 3196 el 2 de octubre de 1952.
Su fundación antecedió la nacionalización de las minas de Patiño, Hochschild y Aramayo el 31 de octubre por el gobierno de Víctor Paz Estenssoro en el contexto de la Revolución Nacional. Originalmente reorganizó las empresas de los tres grupos nacionalizadas en 16 empresas mineras explotando, estaño, plomo, plata, zinc, wolfram, cobre y oro.
Fue la principal empresa pública boliviana por muchas décadas luego de su creación siendo la principal productora de divisas y la mayor empleadora del país. COMIBOL jugó un papel importante en la capitalización de Yacimientos Petrolíferos Fiscales Bolivianos (YPFB) en los cincuenta y setenta. A noviembre de 2014, COMIBOL era la tercera empresa pública según ingresos, luego de YPFB y la Empresa Metalúrgica de Vinto.
La historia de COMIBOL, está íntimamente ligada a los procesos de desarrollo de Bolivia. Su inicio es el traspaso de las 163 minas distribuidas en 13 compañías mineras de los barones del estaño, Patiño, Hochschild y Aramayo con una fuerza laboral de 29 000 personas y un producción de 27 000 toneladas métricas de estaño.
Durante la Revolución Nacional (1952-1964), COMIBOL sufrió de la declinación del contenido del mineral, la falta de reservas, la ausencia de capacidad administrativa y el exceso de trabajadores.
A la misma vez, el gobierno utilizó a COMIBOL para generar divisas baratas y recursos fiscales. Por ejemplo, en 1956 COMIBOL contribuyó con 30 millones de dólares a la Corporación Boliviana de Fomento y con diez millones a Yacimientos Petrolíferos Fiscales Bolivianos (YPFB). Se estima que durante el gobierno del MNR, COMIBOL transfirió más de 100 millones de dólares a YPFB.

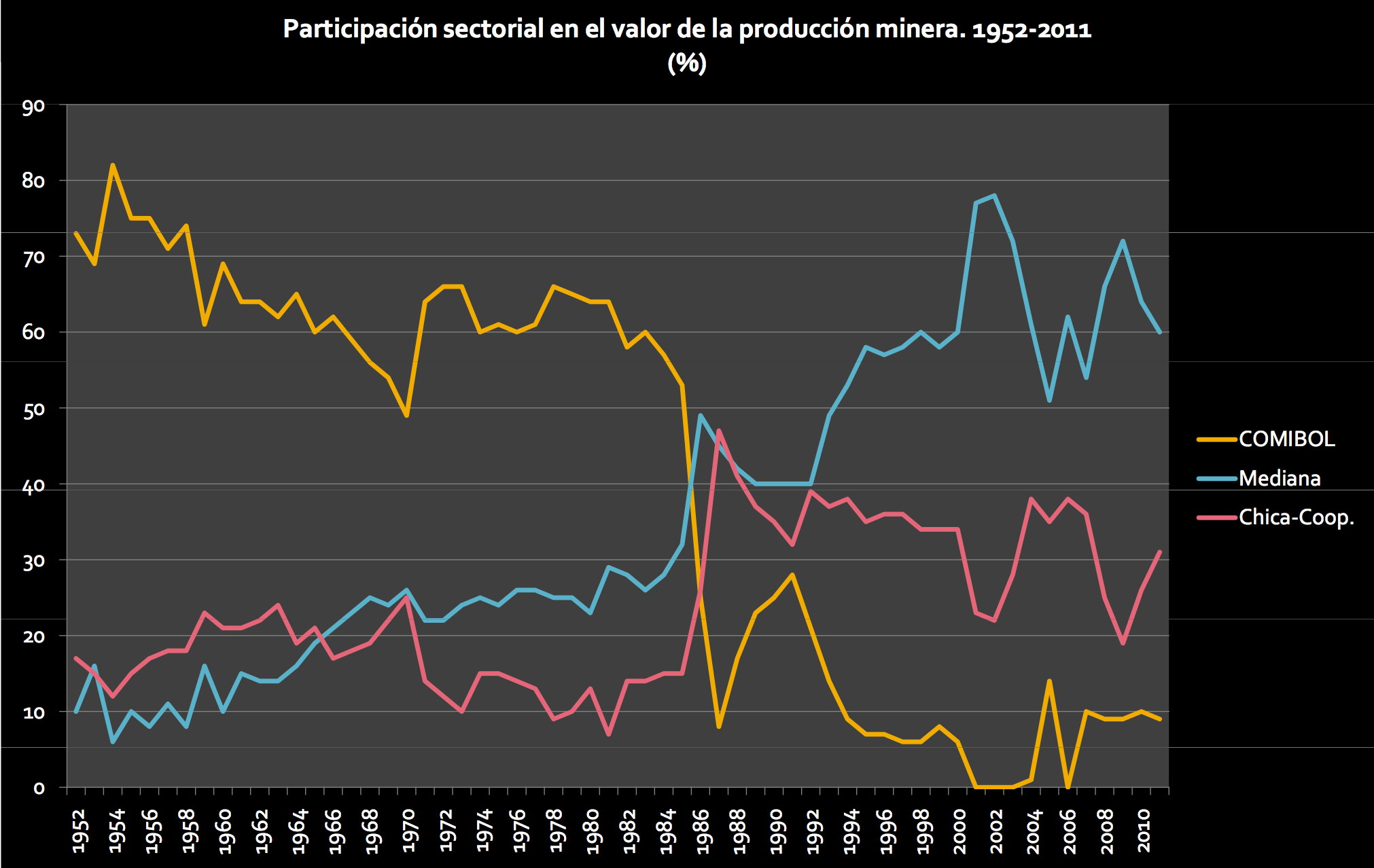
Gráfico 1. Participación sectorial en el valor de las exportaciones mineras en Bolivia, 1952-2011 (%)

Como se observa en el gráfico 1, la importancia relativa del valor de las exportaciones de COMIBOL estuvo en permanente descenso. A partir de la crisis de 1985, el valor de las exportaciones de la minería mediana y el de la minería chica, como porcentaje del valor total de exportaciones, supera a COMIBOL.
Actualmente en Catavi se encuentra el Archivo histórico de COMIBOL.

## Empresas
- Empresa Minera Huanuni
- Empresa Minera Colquiri
- Empresa Minera Corocoro
- Empresa Metalúrgica Vinto
- Empresa Metalúrgica de Karachipampa
- Empresa Boliviana del Oro
- Empresa Minera San José
- Dirección de Medio Ambiente - DIMA

En 2017, la Gerencia Nacional Recursos Evaporíticos deja de estar bajo tuición de la COMIBOL y del Ministerio de Minería. Se crea la Empresa Pública Nacional Estratégica de Yacimientos de Litio Bolivianos (YLB) que depende del Ministerio de Energía.

## Huanuni
Debido al alto contenido de sus minerales, Huanuni fue la única mina de COMIBOL que no se cerró en 1985, luego de la crisis del mercado del estaño y el Decreto Supremos 21060. Huanuni fue explotada en modalidad de "joint venture" hasta el 2006 cuando fue retomada por COMIBOL. Gran parte de la tecnología empleada en Huanuni es de la década del 70. Debido a la riqueza de sus minerales, está más mecanizada que otras minas en Bolivia. El gobierno está construyendo una nueva planta de refinación en Dolores, cerca a Huanuni, que debe mejorar la eficiencia y rentabilidad de la Empresa Minera Huanuni. El alto precio del estaño ha incrementado el interés por la explotación al interior de la mina. Actualmente, hay alrededor de 4500 trabajadores en Huanuni, incluyendo 2000 en la superficie. En 2006, la competencia por trabajar las vetas más ricas casi desembocó en una batalla entre los mineros cooperativistas y aquellos empleados por el estado. Al final, el gobierno optó por contratar a los cooperativistas como empleados, incrementando de esa manera la planilla de COMIBOL.